# Ellobius alaicus
Espèce
Statut de conservation UICN

 DD  : Données insuffisantes
Ellobius alaicus est une espèce de rongeurs de la famille des Cricétidés.